# Industria química

Refinería en Luisiana

La industria química se ocupa de la extracción y procesamiento de  materias primas, tanto naturales como sintéticas, y de su transformación en otras sustancias con características diferentes de las que tenían originalmente, para satisfacer las necesidades de las personas, mejorando su calidad de vida. Su objetivo principal es elaborar un producto de buena calidad con el costo más bajo posible, y tratando de ocasionar el menor daño al medio ambiente. Las materias primas corresponden a diversos materiales extraídos de la naturaleza con el fin de fabricar bienes de consumo. Se la puede clasificar según su origen: animal, vegetal y mineral.
Existen dos tipos de industrias químicas:
- Industria química de base: utilizan materias primas básicas y elaboran productos intermedios que también pueden servir de materia prima para otras industrias.
- Industrias químicas de transformación: están destinadas al consumo directo de las personas, emplean productos elaborados por las industrias químicas de base. La química fina, comprende numerosas industrias especializadas (medicamentos, fertilizantes, plaguicidas, colorantes, etc.).

Otro producto muy importante obtenido gracias a la química industrial es el plástico, que se obtiene por síntesis.

## Historia
Aunque los productos químicos se fabricaron y utilizaron a lo largo de la historia, el nacimiento de la industria química pesada (producción de productos químicos en grandes cantidades para una variedad de usos) coincidió con los inicios de la Revolución Industrial.

### Revolución industrial
Uno de los primeros productos químicos que se produjo en grandes cantidades mediante procesos industriales fue el ácido sulfúrico. En 1736, el farmacéutico Joshua Ward desarrolló un proceso para su producción que consistía en calentar el salitre, permitiendo que el azufre se oxidara y se combinara con el agua. Fue la primera producción práctica de ácido sulfúrico a gran escala. John Roebuck y Samuel Garbett fueron los primeros en establecer una fábrica a gran escala en Prestonpans, Escocia, en 1749, que utilizaba cámaras de condensación de plomo para la fabricación de ácido sulfúrico.
A principios del siglo XVIII, la tela se blanqueaba tratándola con orina rancia o leche agria y exponiéndola a la luz solar durante largos períodos de tiempo, lo que creaba un grave cuello de botella en la producción. El ácido sulfúrico comenzó a usarse como un agente más eficiente, así como la cal, a mediados de siglo, pero fue el descubrimiento del polvo blanqueador por Charles Tennant lo que impulsó la creación de la primera gran empresa industrial química. Su polvo se hizo haciendo reaccionar cloro con cal apagada seca y resultó ser un producto económico y exitoso. Abrió una fábrica en St Rollox, al norte de Glasgow, y la producción pasó de solo 52 toneladas en 1799 a casi 10,000 toneladas solo cinco años después.
La ceniza de sosa se utilizó desde la antigüedad en la producción de vidrio, textiles, jabón y papel, y la fuente de la potasa había sido tradicionalmente la ceniza de madera en Europa occidental. En el siglo XVIII, esta fuente se estaba volviendo antieconómica debido a la deforestación, y la Academia de Ciencias de Francia ofreció un premio de 2400 libras por un método para producir álcali a partir de sal marina (cloruro de sodio). El proceso Leblanc fue patentado en 1791 por Nicolas Leblanc, quien luego construyó una planta de Leblanc en Saint-Denis. Se le negó el dinero del premio debido a la Revolución Francesa.
Sin embargo, fue en Gran Bretaña donde realmente despegó el proceso Leblanc. William Losh construyó las primeras fábricas de refrescos en Gran Bretaña en Losh, Wilson and Bell Works en el río Tyne en 1816, pero permaneció en pequeña escala debido a los grandes aranceles sobre la producción de sal hasta 1824. Cuando se derogaron estos aranceles, la industria británica de refrescos pudo expandirse rápidamente. Las fábricas de productos químicos de James Muspratt en Liverpool y el complejo de Charles Tennant cerca de Glasgow se convirtieron en los centros de producción de productos químicos más grandes del mundo. En la década de 1870, la producción británica de refrescos de 200.000 toneladas anuales excedía la de todas las demás naciones del mundo juntas.

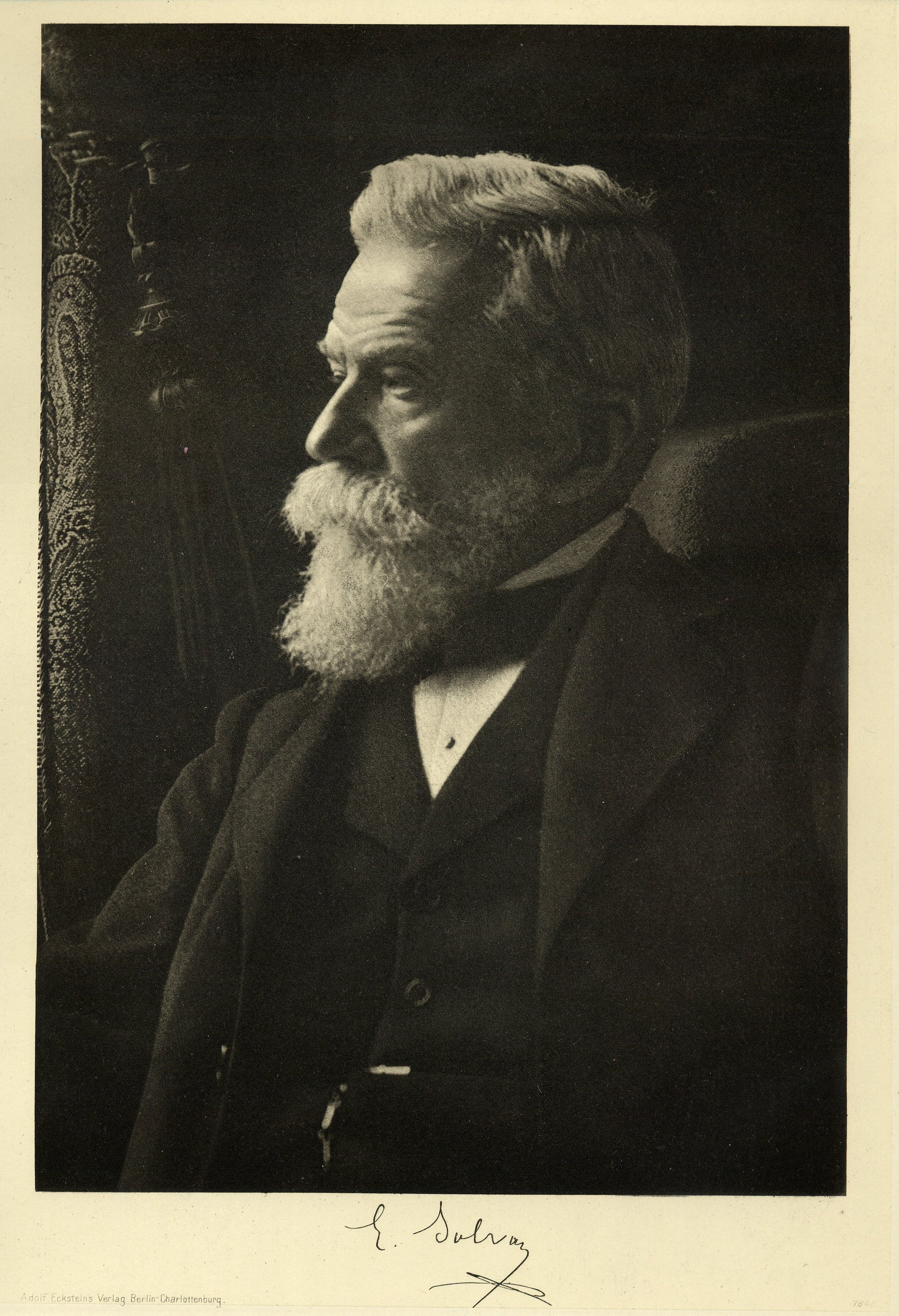
Ernest Solvay, patentó un método industrial mejorado para la fabricación de carbonato de sodio.

Estas enormes fábricas comenzaron a producir una mayor diversidad de productos químicos a medida que maduraba la Revolución Industrial. Originalmente, grandes cantidades de desechos alcalinos se veían al medio ambiente provenientes de la producción de refrescos, lo que provocó una de las primeras leyes ambientales aprobadas en 1863. Esto preveía una inspección minuciosa de las fábricas e imponía fuertes multas a quienes superaban los límites sobre la contaminación. Pronto se idearon métodos para fabricar subproductos útiles a partir del álcali.
El proceso Solvay fue desarrollado por el químico industrial belga Ernest Solvay en 1861. En 1864, Solvay y su hermano Alfred construyeron una planta en la ciudad belga de Charleroi y en 1874 se expandieron a una planta más grande en Nancy, Francia. El nuevo proceso resultó más económico y menos contaminante que el método Leblanc, y su uso se extendió. En el mismo año, Ludwig Mond visitó Solvay para adquirir los derechos para usar su proceso, y él y John Brunner formaron la firma de Brunner, Mond & Co., y construyeron una planta de Solvay en Winnington, Inglaterra. Mond fue fundamental para que el proceso Solvay fuera un éxito comercial; hizo varios refinamientos entre 1873 y 1880 que eliminaron los subproductos que podrían ralentizar o detener la producción en masa de carbonato de sodio mediante el uso del proceso.
La fabricación de productos químicos a partir de combustibles fósiles comenzó a gran escala a principios del siglo XIX. Los residuos de alquitrán de hulla y licor amoniacal de la fabricación de gas de carbón para iluminación de gas comenzaron a procesarse en 1822 en Bonnington Chemical Works en Edimburgo para producir nafta, aceite de brea (más tarde llamado creosota), brea, negro de humo ( negro de carbón) y sal amoniacal (cloruro de amonio). [6] Fertilizantes de sulfato de amonio, pavimento de carreteras asfaltadas, aceite de coque y coque posteriormente se agregaron a la línea de productos.

### Expansión y maduración
A finales del siglo XIX se produjo una explosión tanto en la cantidad de producción como en la variedad de productos químicos que se fabricaron. También se formaron grandes industrias químicas en Alemania y más tarde en Estados Unidos.

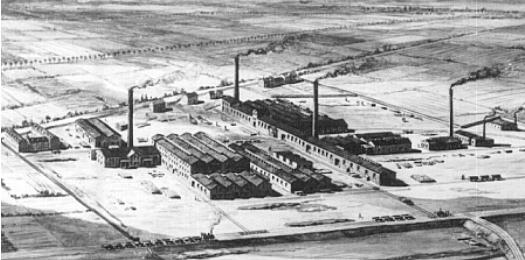
Las fábricas de la firma alemana BASF, en 1866.

Sir John Lawes fue pionero en la producción de fertilizantes artificiales para la agricultura en su instalación de investigación de Rothamsted especialmente diseñada. En la década de 1840 estableció grandes obras cerca de Londres para la fabricación de superfosfato de cal. Los procesos para la vulcanización del caucho fueron patentados por Charles Goodyear en los Estados Unidos y Thomas Hancock en Inglaterra en la década de 1840. El primer tinte sintético fue descubierto por William Henry Perkin en Londres. Transformó parcialmente la anilina en una mezcla cruda que extraída con alcohol produciendo una sustancia de color púrpura intenso. También desarrolló los primeros perfumes sintéticos. Sin embargo, fue la industria alemana la que rápidamente comenzó a dominar el campo de los tintes sintéticos. Las tres principales empresas, BASF, Bayer y Hoechst, producían varios cientos de tintes diferentes y, en 1913, la industria alemana producía casi el 90% del suministro mundial de tintes y vendía alrededor del 80% de su producción en el extranjero. En los Estados Unidos, el uso de la electroquímica por Herbert Henry Dow para producir químicos a partir de salmuera fue un éxito comercial que ayudó a promover la industria química del país.
La industria petroquímica se remonta a las plantas petroleras de James Young en Escocia y Abraham Pineo Gesner en Canadá. El primer plástico fue inventado por Alexander Parkes, un metalúrgico inglés. En 1856, se patentó Parkesine, un celuloide a base de nitrocelulosa tratado con una variedad de disolventes. Este material, exhibido en la Exposición Internacional de Londres de 1862, anticipó muchos de los usos estéticos y utilitarios modernos de los plásticos. La producción industrial de jabón a partir de aceites vegetales fue iniciada por William Lever y su hermano James en 1885 en Lancashire basado en un proceso químico moderno inventado por William Hough Watson que usaba glicerina y aceites vegetales.
En la década de 1920, las empresas químicas se consolidaron en grandes conglomerados; IG Farben en Alemania, Rhône-Poulenc en Francia e Imperial Chemical Industries en Gran Bretaña. Dupont se convirtió en una importante empresa de productos químicos a principios del siglo XX en Estados Unidos.

## Productos
Los polímeros y plásticos como polietileno, polipropileno, cloruro de polivinilo, tereftalato de polietileno, poliestireno y policarbonato comprenden aproximadamente el 80% de la producción de la industria en todo el mundo. Estos materiales a menudo se convierten en productos de tubos de fluoropolímero y son utilizados por la industria para transportar materiales altamente corrosivos. Los productos químicos se utilizan en muchos bienes de consumo diferentes, pero también se utilizan en muchos otros sectores diferentes; incluidas las industrias de fabricación, construcción y servicios agrícolas.  Los principales clientes industriales son el caucho y productos plásticos, textiles, confecciones, refinado de petróleo, pulpa y papel y metales primarios. Los productos químicos son una empresa global de casi $ 3 billones, y las empresas químicas de la UE y los EE. UU. Son los mayores productores del mundo.
Las ventas del negocio químico se pueden dividir en unas pocas categorías amplias, que incluyen productos químicos básicos (alrededor del 35 al 37 por ciento de la producción en dólares), ciencias de la vida (30 por ciento), productos químicos especiales (20 al 25 por ciento) y productos de consumo (alrededor del 10 por ciento). por ciento).

### Panorama general
Nueva planta de polipropileno PP3 en la refinería de petróleo de Slovnaft ( Bratislava, Eslovaquia)
Los productos químicos básicos son una categoría química amplia que incluye polímeros, productos petroquímicos a granel y productos intermedios, otros derivados y productos industriales básicos, productos químicos inorgánicos y fertilizantes.
Los polímeros son el segmento de ingresos más grande e incluye todas las categorías de plásticos y fibras sintéticas. Los principales mercados para los plásticos son los envases, seguidos de la construcción de viviendas, contenedores, electrodomésticos, tuberías, transporte, juguetes y juegos.
- El producto polimérico de mayor volumen, el polietileno (PE), se utiliza principalmente en películas de envasado y otros mercados como botellas de leche, envases y tuberías.
- El cloruro de polivinilo (PVC), otro producto de gran volumen, se utiliza principalmente para fabricar tuberías para los mercados de la construcción, así como para revestimientos y, en mucha menor medida, materiales de transporte y embalaje.
- El polipropileno (PP), similar en volumen al PVC, se utiliza en mercados que van desde envases, electrodomésticos y contenedores hasta ropa y alfombras.
- El poliestireno (PS), otro plástico de gran volumen, se utiliza principalmente para electrodomésticos y embalajes, así como para juguetes y recreación.
- Las principales fibras artificiales incluyen poliéster, nailon, polipropileno y acrílicos, con aplicaciones que incluyen prendas de vestir, muebles para el hogar y otros usos industriales y de consumo.
- Las principales materias primas para los polímeros son productos petroquímicos a granel como etileno, propileno y benceno.

Los petroquímicos y los productos químicos intermedios se fabrican principalmente a partir de gas licuado de petróleo (GLP), gas natural y fracciones de petróleo crudo. Los productos de gran volumen incluyen etileno, propileno, benceno, tolueno, xilenos, metanol, monómero de cloruro de vinilo (VCM), metanol, etanol, estireno, ácido acrílico, butadieno y óxido de etileno. Estos productos químicos básicos o básicos son los materiales de partida que se utilizan para fabricar muchos polímeros.y otros productos químicos orgánicos más complejos, en particular los que se fabrican para su uso en la categoría de productos químicos especiales.
Otros derivados e industriales básicos incluyen caucho sintético, tensioactivos, tintes y pigmentos, trementina, resinas, negro de humo, explosivos y productos de caucho y contribuyen con alrededor del 20 por ciento de las ventas externas de los productos químicos básicos.
Los productos químicos inorgánicos (alrededor del 12 por ciento de la producción de ingresos) constituyen la categoría de productos químicos más antigua. Los productos incluyen sal, cloro, sosa cáustica, carbonato de sodio, ácidos (como ácido nítrico, ácido fosfórico y ácido sulfúrico), dióxido de titanio y peróxido de hidrógeno.
Los fertilizantes son la categoría más pequeña (alrededor del 6 por ciento) e incluyen fosfatos, amoníaco y productos químicos de potasa.

### Ciencias de la vida
Las ciencias de la vida (alrededor del 30 por ciento de la producción en dólares del negocio de la química) incluyen sustancias químicas y biológicas diferenciadas, productos farmacéuticos, diagnósticos, productos de salud animal, vitaminas y pesticidas. Aunque son mucho más pequeños en volumen que otros sectores químicos, sus productos tienden a tener precios muy altos, más de diez dólares la libra, tasas de crecimiento de 1,5 a 6 veces el PBI y el gasto en investigación y desarrollo del 15 al 25 por ciento de las ventas. Los productos de ciencias de la vida generalmente se producen con especificaciones muy altas y son examinados de cerca por agencias gubernamentales como la Administración de Alimentos y Medicamentos. Los pesticidas, también llamados "productos químicos para la protección de cultivos", son aproximadamente el 10 por ciento de esta categoría e incluyen herbicidas, insecticidas y fungicidas.

### Productos químicos especiales
Los productos químicos especializados son una categoría de productos químicos de rápido crecimiento y valor relativamente alto con diversos mercados de productos finales. Las tasas de crecimiento típicas son de una a tres veces el PIB con precios superiores a un dólar por libra. Generalmente se caracterizan por sus aspectos innovadores. Los productos se venden por lo que pueden hacer en lugar de por los productos químicos que contienen. Los productos incluyen productos químicos electrónicos, gases industriales, adhesivos y selladores, así como revestimientos, productos químicos de limpieza industriales e institucionales y catalizadores. En 2012, excluyendo los productos químicos finos, el mercado global de productos químicos especializados de 546.000 millones de dólares era 33% de pinturas, revestimientos y tratamientos de superficies, 27% de polímeros avanzados, 14% de adhesivos y selladores, 13% de aditivos y 13% de pigmentos y tintas. [14]
Los productos químicos especiales se venden como productos químicos de efecto o rendimiento. A veces son mezclas de formulaciones, a diferencia de los " productos químicos finos ", que casi siempre son productos de una sola molécula.

### Productos de consumo
Los productos de consumo incluyen la venta directa de productos químicos como jabones, detergentes y cosméticos. Las tasas de crecimiento típicas son de 0,8 a 1,0 veces el PIB.
Los consumidores rara vez o nunca entran en contacto con productos químicos básicos, pero los polímeros y los productos químicos especiales son los materiales que encontrarán en todas partes en su vida cotidiana, como en plásticos, materiales de limpieza, cosméticos, pinturas y recubrimientos, aparatos electrónicos, automóviles y los materiales utilizados para construir sus casas. Empresas químicas comercializan estos productos especiales para las industrias de fabricación posteriores como plaguicidas , polímeros especiales, productos químicos electrónicos, tensioactivos , productos químicos para la construcción, limpiadores industriales, aromas y fragancias, revestimientos especiales, tintas de impresión, polímeros solubles en agua, aditivos alimentarios, productos químicos para papel, productos químicos del campo de petróleo, adhesivos de plástico, adhesivos y selladores, productos químicos cosméticos, productos químicos de gestión del agua, catalizadores, productos químicos textiles. Las empresas químicas rara vez suministran estos productos directamente al consumidor.
Cada año, el American Chemistry Council tabula el volumen de producción estadounidense de las 100 principales sustancias químicas. En 2000, el volumen total de producción de los 100 principales productos químicos ascendió a 502 millones de toneladas, frente a 397 millones de toneladas en 1990. Los productos químicos inorgánicos tienden a ser el mayor volumen, aunque mucho menor en términos de ingresos en dólares debido a sus bajos precios. Las 11 principales de las 100 sustancias químicas en 2000 fueron ácido sulfúrico (44 millones de toneladas), nitrógeno (34), etileno (28), oxígeno (27), cal (22), amoníaco (17), propileno (16), polietileno ( 15), cloro (13), ácido fosfórico(13) y fosfatos de diamonio (12).